# Mobile Suit Gundam MS IGLOO
Mobile Suit Gundam MS IGLOO (яп. 機動戦士ガンダム MSイグルー кидо: сэнси гандаму эмуэсу игуру:) — серия CGI-OVA, являющаяся частью серии Gundam. Выходила с 2004 по 2009 года. Действие происходит в течение Однолетней войны (летосчисление Вселенского века).
Состоит из трех выпусков:
- Mobile Suit Gundam MS IGLOO: The Hidden One Year War (яп. 機動戦士ガンダム MSイグルー -1年戦争秘話- Kidou Senshi Gundam MS IGLOO: Ichinen Sensou Hiwa, Скрытая Однолетняя война)
- Mobile Suit Gundam MS IGLOO: Apocalypse 0079 (яп. 機動戦士ガンダム MSイグルー  -黙示録 0079- Kidou Senshi Gundam MS IGLOO: Mokushiroku 0079, «Апокалипсис 0079»)[2]
- Mobile Suit Gundam MS IGLOO 2: The Gravity Front (яп. 機動戦士ガンダム MSイグルー2 -重力戦線- Kidou Senshi Gundam MS IGLOO 2 Juuryoku-sensen).

## MS IGLOO
Действие происходит примерно одновременно с событиями оригинального сериала Mobile Suit Gundam. В центре сюжета — особая исследовательская группа Зиона по разработке оружия, размещенная на борту бывшего гражданского грузового судна «Ётунхейм». Группа испытывает различные боевые прототипы в полевых условиях под наблюдением инженера-лейтенанта Оливер Мэя.

### Роли озвучивали
- Хидэо Исикава — Оливер Мэй
- Мики Нагасава — Моника Кадиллак
- Сёдзо Иидзука — Мартин Прочнов
- Тамио Оки — Альберт Шахт
- Дай Мацумото — Эрих Крюгер
- Дзюн Фукуяма — Хидэто Васия
- Кацухиса Хоки — Алессандро Хемме
- Масуо Амада — Де Майзиер Соннен
- Дзёдзи Наката — Федерико Цариано
- Микако Такахаси — Жан Ксавьер
- Кацуя Сига — Доменико Маркес
- Тэцуо Сакагути — Конгел Пепунер
- Канако Татэно — Ким Харами
- Наоки Имамура — Дзен Ватерлоо
- Хирохико Какэгава — Пилот Zaku I
- Кадзунари Танака — Джексон
- Хисао Эгава — Борогонов
- Кодзи Харамаки — Марион
- Масахито Ябэ — Стюарт

## Apocalypse 0079

### Роли озвучивали
- Хидэо Исикава — Оливер Мей
- Мики Нагасава — Моника Кадиллак
- Сёдзо Иидзука — Мартин Прочнов
- Кэню Хориути — Вернер Холбейн
- Дай Мацумото — Эрих Крюгер
- Дзюн Фукуяма — Хидэто Васия
- Кацуя Сига — Доменико Маркес
- Микако Такахаси — Жан Ксавьер
- Тамио Оки — Альберт Шахт

## MS IGLOO 2

### Роли озвучивали
- Масаки Тэрасома — Бен Барберри
- Нобуюки Хияма — Папа Сидней Льюис
- Мами Кояма — Кисириа Заби
- Хироки Тоти — Мишель Корматта